# Carton à pizza
Ne doit pas être confondu avec Pizza box.
 (mars 2017).
Si vous disposez d'ouvrages ou d'articles de référence ou si vous connaissez des sites web de qualité traitant du thème abordé ici, merci de compléter l'article en donnant les références utiles à sa vérifiabilité et en les liant à la section « Notes et références ».

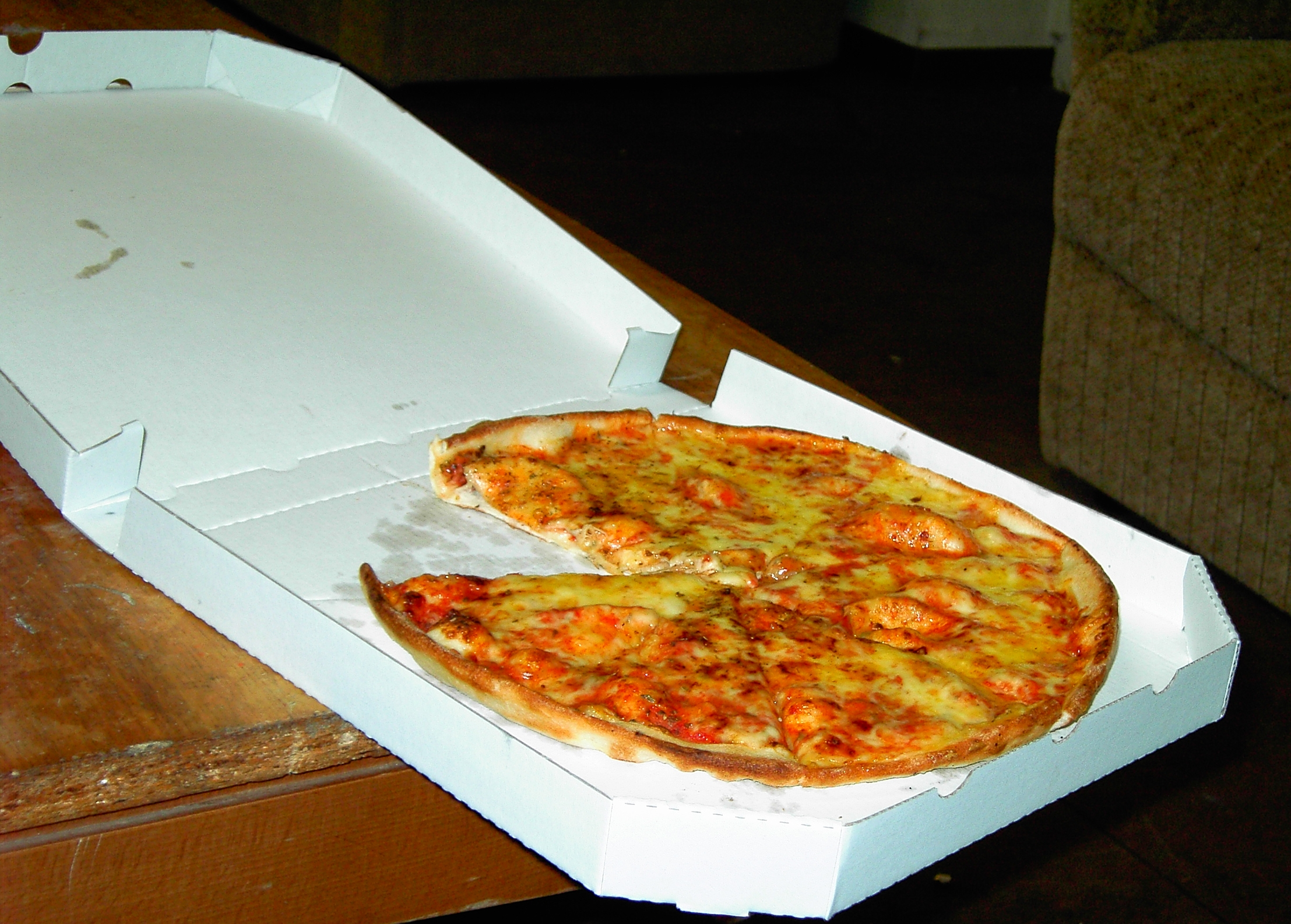
Pizza dans son emballage spécifique.

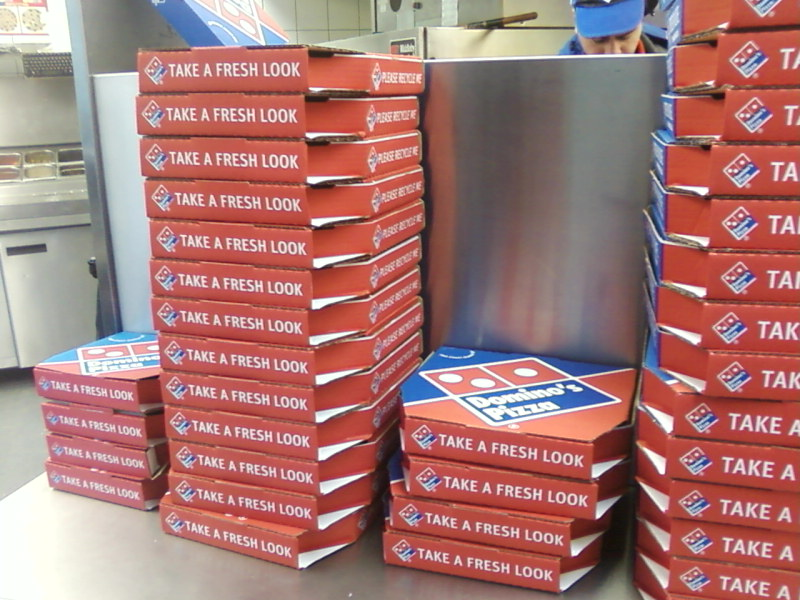
Piles de cartons à pizza.

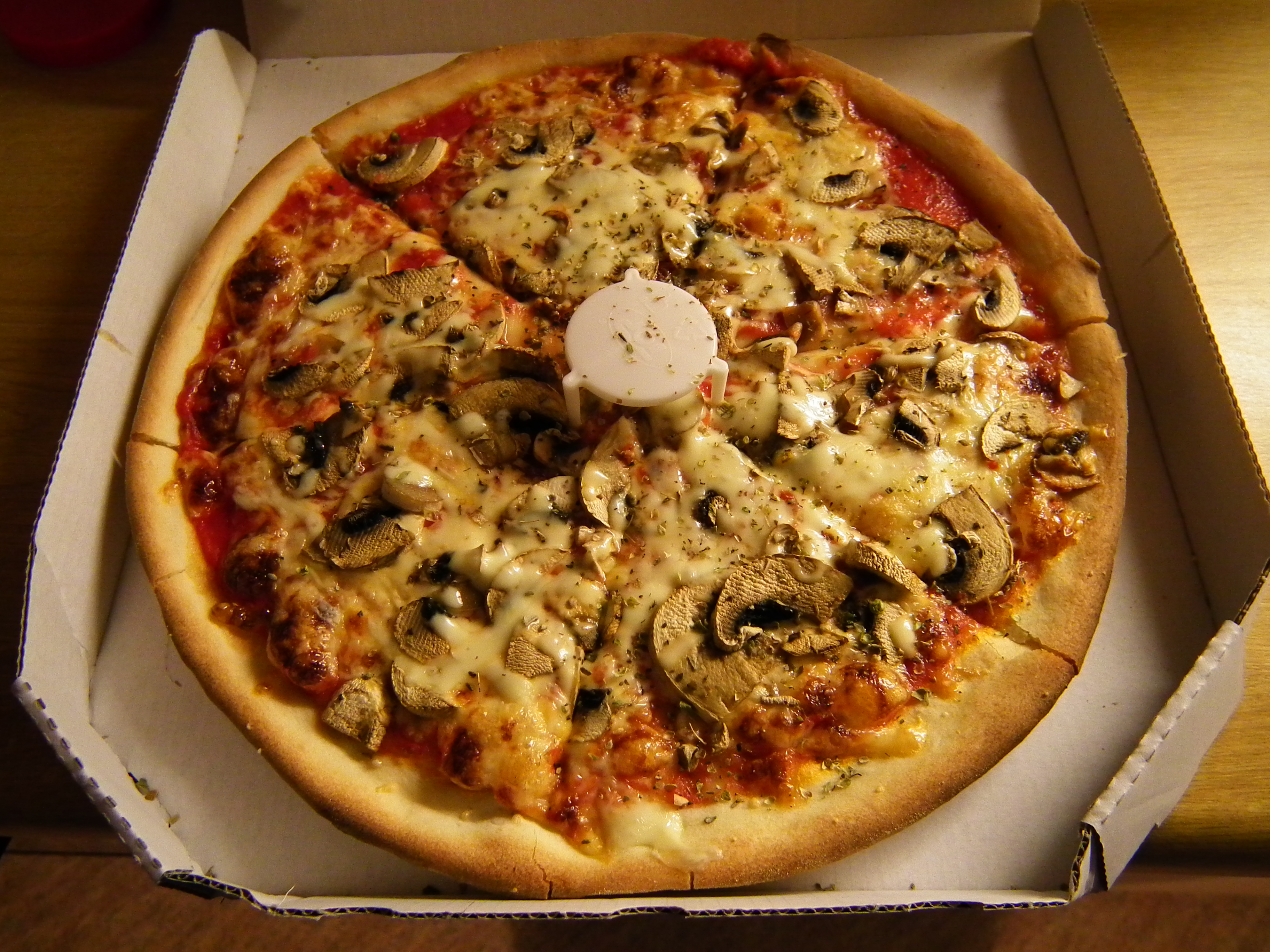
Une pizza dans une boîte, avec un pizza saver au centre.

Un carton à pizza (ou boîte à pizza) est un emballage spécifiquement créé pour faciliter le transport et la livraison de pizzas chaudes.

## Description
Les cartons modernes à pizza sont manufacturés en carton ondulé, ce qui présente un certain nombre d'avantages : outre le fait que le carton tient le produit chaud, il n'est pas cher, rigide et léger. De plus, il est absorbant et retient ainsi les matières grasses et les canaux présents dans le carton ont d'excellentes propriétés d'isolation. Les boîtes sont également un support publicitaire. Mais ils présentent un impact environnemental important et peuvent entrainer une contamination des aliments. Récemment sont apparus plusieurs modèles de boite à pizza réutilisables en plastique.

## Historique
Les premières boîtes à pizza sont apparues à Naples dans les années 1800 quand les boulangers plaçaient leurs pizzas dans des contenants métalliques appelés stufa. De forme cylindrique, en étain ventilé ou en cuivre, ces récipients comportaient des étagères qui permettaient de superposer les pizzas.
À partir de 1940, la pizza à emporter est placée sur une base ronde en carton et recouverte d'un sac en papier. Ce serait la société Domino's Pizza qui aurait développé la boîte à pizza plate et carrée au début des années 1960, mais cette société n'a jamais pensé à breveter son invention. Le premier brevet pour boîtes à pizza date de 1968. Depuis plusieurs innovations ont été apportées incluant des configurations de ventilation différentes, des compartiments intégrés pour les sauces, un design pour faciliter le recyclage ou encore le dessus de la boîte pré-perforé afin que des parties de la boîte d'emballage puissent être utilisés comme assiettes.

## Les boites à usage unique
Les boîtes de pizza nécessitent une grande quantité de carton et ne sont pas toujours acceptées par les organismes chargés du recyclage, car le carton est souvent imbibé de graisse, ce qui le rend impropre au recyclage. Les boîtes sont ainsi couramment jetées avec les ordures ménagères dans les décharges.
Une option d'élimination plus respectueuse de l'environnement est une forme de compostage. Cependant de nombreuses agences de recyclage déconseillent le recyclage des boîtes à pizza si elles sont contaminées par du fromage ou de la graisse, bien que la plupart des papeteries puissent les traiter car la graisse est à des concentrations globales suffisamment faibles.

### Contamination
Le règlement européen n°1935/2004 stipule que le contact des matériaux d'emballage avec des denrées alimentaires ne peut pas transférer des substances en quantités telles qu'un danger pour la santé ou un changement inacceptable ou une altération de l'aliment se produit. Dans les recommandations de l'Institut fédéral allemand pour l'évaluation des risques (BfR), tous les ingrédients autorisés pour le papier, le carton et le carton sont compilés. En particulier, dans la recommandation du BfR, les fibres récupérées à partir de vieux papiers sont également autorisées comme matière première papier pour la production d'articles en contact avec les denrées alimentaires, à condition qu'elles remplissent certaines conditions. Selon la source et le type de vieux papiers, certaines des matières premières pouvant être contenues dans les vieux papiers proviennent de livres, de magazines ou de déchets de bureau et n'étaient pas destinées à entrer en contact avec des aliments. Toutes ces substances ne peuvent pas être éliminées dans le processus de recyclage, ou des étapes de nettoyage individuelles peuvent avoir été omises pour réduire les coûts. Les contaminants possibles connus sont le diisopropylnaphtalène (DIPN) du papier autocopiant (en), les benzophénones des encres d'imprimerie, les phtalates (DiBP) des adhésifs et les huiles minérales (MOSH / MOAH) de l'impression de journaux.

#### Huiles minérales
En 2009, des études du Laboratoire cantonal de Zurich (Suisse) ont montré que le carton recyclé peut contenir des niveaux élevés d'huile minérale. Les huiles minérales provenaient d'encres d'imprimerie qui sont courantes pour l'impression de journaux et n'ont pas été complètement éliminées lors du processus de recyclage. Les études animales montrent que les mélanges d'huiles minérales à faible viscosité sont stockés dans le corps et peuvent entraîner des dépôts et des dommages dans le foie, les valves cardiaques et les ganglions lymphatiques. L'Institut fédéral allemand pour l'évaluation des risques est donc parvenu à la conclusion que le transfert d'huile minérale vers les aliments doit être minimisé.
En 2012, Öko-Test a commandé une pizza salami chez trois chaînes de restauration rapide. Deux des trois pizzas contenaient des huiles minérales.
L'association des chimistes cantonaux de Suisse VKCS a examiné les emballages alimentaires en papier et carton en 2017. Onze des 78 emballages examinés (14%) contenaient des substances en quantités dépassant les valeurs maximales applicables aux emballages alimentaires. Le laboratoire a trouvé des niveaux élevés de résidus d'huiles minérales dans 42 échantillons (62%), qui doivent être supposés être transférés aux aliments pendant le stockage.

## Les boites réutilisables

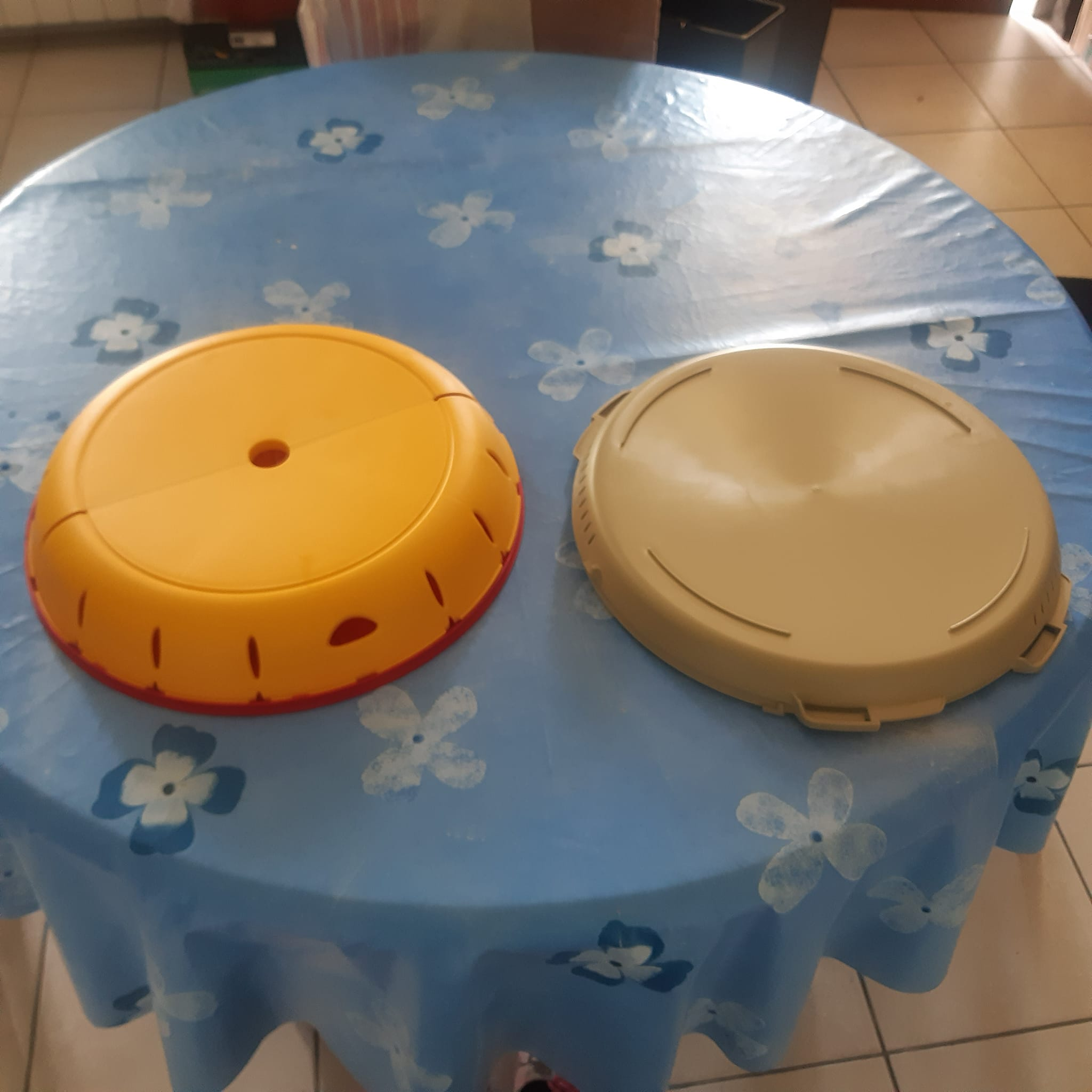
Boites recyclables

Une variante de la boîte à pizza en carton traditionnelle est la boîte réutilisable. Elle est fabriquée à partir de plastique recyclable, est ronde ou carrée et dispose d'une variété d'options de couverture avec des évents. Elles peuvent être lavées à la main, au lave-vaisselle ou par nettoyage industriel pour être réutilisés. Cette nouvelle variante réduit le volume de déchets et ne présente pas de risque de contamination des aliments,.
L'entreprise Bwat commercialise notamment ce type de boîte.